# Valeggio sul Mincio
Valeggio sul Mincio es una localidad y comune italiana de la provincia de Verona, región de Véneto, con 14.155 habitantes.

## Evolución demográfica
| Gráfica de evolución demográfica de Valeggio sul Mincio entre 1861 y 2001 |
|                                                                           |
| Fuente ISTAT - elaboración gráfica de Wikipedia                           |